# Phyllis Omido
Phyllis Omido, född Phyllis Indiatsi Omido i Kenya ca 1978, också kallad "Kenyas Erin Brockovich", är en kenyansk miljöaktivist.
Omido är känd för att ha organiserat protester mot en blyfabrik som ligger mitt i Owino Uhuru, en slum nära Mombasa. Anläggningen gav anställda och boende i området blyförgiftning.
2020 vann hon en uppmärksammad rättsprocess där fabriksägarna dömdes att betala skadestånd till drabbade.
Omido grundade Center for Justice, Governance and Environmental Action (CJGEA), och har arbetat med Human Rights Watch sedan 2011.
2015 fick hon Goldman Environmental Prize, tillsammans med fem andra.